# Paringa River
Der  Paringa River ist ein Fluss in der Region West Coast auf der Südinsel von Neuseeland.

## Geographie
Der Paringa River entspringt auf einer ungefähren Höhe von 1620 m, rund 1,8 km westlich des 2266 m hohen Gipfels des Mount McCullaugh und rund 4,5 km westlich des Hooker Glacier. Von seinem Quellgebiet aus fließt der Fluss zunächst für rund 9 km in einer nordwestliche Richtung, um dann für den Rest seines Verlaufes die nordnordwestlich Richtung zu bevorzugen. Nach insgesamt 21,8 Flusskilometer kreuzt der von Nordosten kommende New Zealand State Highway 6 den Fluss und nach weiteren 11,5 Flusskilometer mündet der Paringa River in einer kleinen Bucht rund 730 m südsüdöstlich von Tititira Head in die Tasmansee.
Neben vielen Bächen und Creeks tragen die beiden Flüsse Otoko River, als rechter Nebenfluss und der Hall River, als Linker Nebenfluss, dem Paringa River ihre Wässer zu.

## Angelmöglichkeiten
Die Besten Möglichkeiten Forellen und Lachse zu angeln bestehen ab der Querung des State Highway 6 flussabwärts und vor allem ab dem Zufluss des Hall River, rund 6 km weiter flussabwärts.